# Mass Effect 3
Mass Effect 3 ist ein Action-Rollenspiel in der Science-Fiction-Spielwelt Mass Effect des kanadischen Spieleentwicklers BioWare und der abschließende Titel der Reaper-Trilogie. Die Bedrohung der galaktischen Lebensformen kulminiert in der Invasion der Milchstraße durch das außerirdische Maschinenvolk der Reaper. Nach dem Angriff der Reaper auf die Erde muss Commander Shepard die Völker der galaktischen Allianz zum Gegenschlag sammeln und in die finale Abwehrschlacht führen.
Das Spiel erschien in Deutschland am 8. März 2012 für Windows, Xbox 360 und PlayStation 3. Eine „Special Edition“ betitelte Portierung für die Wii U erschien zum Launch der Konsole am 30. November 2012 und beinhaltete zusätzlich den DLC Aus der Asche.

## Handlung

### Handlungsverlauf
Die Handlung des dritten Teils beschäftigt sich mit der abschließenden Konfrontation zwischen den Citadel-Völkern und den Reapern. Sie schließt direkt an die Downloaderweiterung Die Ankunft für Mass Effect 2 an. Commander Shepard wird zum Militärischen Rat beordert, als der Angriff der Reaper auf die Erde beginnt. Da die Angreifer aus eigener Kraft nicht zurückgeschlagen werden können, muss Commander Shepard von der Erde fliehen und die Streitkräfte aller Völker für den finalen Endkampf sammeln, Shepards Mentor Admiral Anderson bleibt freiwillig zurück, um die Verteidigung auf der Erde zu organisieren. Neben den Reapern muss Shepard auch die Verbrecherorganisation Cerberus bekämpfen.
Shepards erster Einsatz nach der Einführungsmission auf der Erde führt ihn auf den Mars, wo er in einer Forschungsanlage Liara T’Soni vor den Angriffen einer Cerberus-Spezialeinheit bewahren muss. Liara übergibt Shepard Forschungsergebnisse mit Informationen über eine protheanische Abwehrwaffe gegen die Reaper. Auf Basis dieser Konstruktionspläne beginnt Admiral Hackett mit dem Bau der Waffe, während Shepard den Citadel-Rat davon zu überzeugen versucht, der Menschheit in ihren Abwehrbemühungen beizustehen. Der Rat zeigt sich jedoch widerwillig, da alle Ratsvölker durch eigene Abwehrbemühungen gebunden sind. Um ihn zu überzeugen, muss Shepard Verbündete sammeln (Galaktische Bereitschaft) und daher mehrere Aufträge übernehmen:
- Die mögliche Umkehrung der kroganischen Genophage
- Die Aufdeckung und das Zurückdrängen von Cerberus' Einfluss auf den Citadel-Rat
- Die Lösung des Konflikts zwischen Quarianern und den Geth
- Die Verteidigung des Heimatplaneten der Asari, verbunden mit der Suche nach einem wichtigen Bauteil für die Abwehrwaffe
- Die Zerstörung des Cerberus-Hauptquartiers

Viele dieser Missionen sind für den Spieler dabei auf unterschiedliche Weise lösbar, mit entsprechenden Auswirkungen auf die Handlung und den galaktischen Bereitschaftslevel, der wiederum maßgeblichen Einfluss auf den möglichen Ausgang der Finalschlacht besitzt. Nach der erfolgreichen Zerstörung des Cerberus-Hauptquartiers stellt sich heraus, dass die Citadel als Katalysator für die Abwehrwaffe benötigt wird. Diese wurde jedoch zwischenzeitlich von den Reapern in das Sonnensystem nahe der Erde verlegt. Das Finale findet daher auf der Erde und im unmittelbaren Erdorbit statt.
In einer Kommandoaktion stößt Shepard mit Admiral Anderson in die Citadel vor und schließt die Vorbereitungen zur Aktivierung der Waffe ab. Dort treffen sie auch auf den Unbekannten, den Anführer von Cerberus, der schließlich ebenso wie Admiral Anderson ums Leben kommt. Shepard dringt mit letzter Kraft in den innersten Kontrollraum der Citadel vor. Dort offenbart sich ihm gegenüber eine künstliche Intelligenz als der eigentliche Katalysator und gleichzeitig auch als „Lenker“ der Reaper. Diese KI erklärt, dass die regelmäßige Auslöschung aller Lebensformen durch die Reaper ein Versuch sei, die organische Lebensformen vor der Selbstauslöschung zu bewahren. Organische Lebewesen würden stets versuchen synthetische Lebewesen zu erschaffen, um ihr eigenes Leben zu vereinfachen. Synthetische Lebewesen würden ihren Schöpfern mit fortschreitender Entwicklung immer überlegener und eines Tages alles organische Leben vernichten.
Die Tatsache, dass mit Shepard nun aber das erste organische Lebewesen bis zur KI vorgedrungen sei, zeige aber, dass die bisherige Lösung nicht mehr funktioniere. Die KI gibt Shepard bis zu vier Handlungsoptionen, abhängig von dessen Erfolg beim Aufbau der intergalaktischen Flotte für den letzten Kampf mit den Reapern:
1. Shepard übernimmt die direkte Kontrolle über die Reaper und stoppt so die Vernichtung.
2. Shepard wählt die Synthese, also Transformation sämtlicher Lebensform in eine organisch-synthetische Mischform.
3. Shepard entscheidet sich für die Zerstörung der Reaper und allen synthetischen Lebens.
4. Shepard entscheidet, dass der Zerstörungszyklus fortgesetzt wird und alle höher entwickelten Zivilisationen, auch die Erde, vernichtet werden. Diese Option wurde erst mit dem kostenlosen DLC „Extended Cut“ hinzugefügt.

Die ersten beiden Optionen haben den sicheren Tod Shepards zur Folge. Bei der Auswahl von Option 3 wird – jedoch nur bei einer hohen Galaktischen Bereitschaftswertung – durch eine kurze Szene am Ende des Abspanns ein Überleben Shepards angedeutet. Auf das Schicksal Shepards nach Auswahl der vierten Option wird nicht genauer eingegangen, offenbar ist es in diesem Fall aber in ferner Zukunft einer neuen Zivilisation durch die Aufzeichnungen von Liara T’Soni gelungen, die Reaper endgültig zu besiegen.
In der im Jahr 2012 ursprünglich ausgelieferten Version des Spiels wurden in allen drei Versionen der Endsequenz auch sämtliche Massenportale in der Galaxie zerstört. Mit dem „Extended Cut“-DLC wurden neue Varianten hinzugefügt, in denen bei einem hohen galaktischen Bereitschaftslevel die Portale nach einiger Zeit repariert werden können. Zusätzlich senkte der DLC die Mindest-Bereitschaftslevel zum Erreichen diverser End-Varianten.

### Charaktere
| Name                                  | Geschlecht | Rasse                  | Klasse                    | Sprecher (englisch)   | Sprecher (deutsch)       | Rolle                   |
| ------------------------------------- | ---------- | ---------------------- | ------------------------- | --------------------- | ------------------------ | ----------------------- |
| Commander Shepard                     | männlich   | Mensch                 | wählbar                   | Mark Meer             | Erik Schäffler           | Spielercharakter        |
| Commander Shepard                     | weiblich   | Mensch                 | wählbar                   | Jennifer Hale         | Nicole Boguth            | Spielercharakter        |
| Garrus Vakarian                       | männlich   | Turianer               | Turianischer Infiltrator  | Brandon Keener        | Ronald Spiess            | Begleiter               |
| Liara T’Soni                          | [ Anm. 3 ] | Asari                  | Asari-Wissenschaftler     | Ali Hillis            | Tanja Dohse              | Begleiter               |
| James Vega                            | männlich   | Mensch                 | Waffenmeister             | Freddie Prinze junior | Jan-David Rönfeldt       | Begleiter               |
| Tali’Zorah nar Rayya (vas Normandy)   | weiblich   | Quarianer              | Quarianische Maschinistin | Liz Sroka             | Mia Diekow               | Begleiterin             |
| Urdnot Wrex                           | männlich   | Kroganer               | Kroganischer Kampfmeister | Steve Barr            | Thomas Karallus          | ehemaliger Begleiter    |
| Kaidan Alenko                         | männlich   | Mensch                 | Wächter                   | Raphael Sbarge        | Christian Rudolf         | Begleiter               |
| Ashley Madeline Williams              | weiblich   | Mensch                 | Allianz-Offizier          | Kimberly Brooks       | Isabella Bartdorff       | Begleiterin             |
| EDI (Erweiterte Defensiv-Intelligenz) | weiblich   | Künstliche Intelligenz | Techniker                 | Tricia Helfer         | Christine Pappert        | Begleiterin, Schiffs-KI |
| Jeff „Joker“ Moreau                   | männlich   | Mensch                 | –                         | Seth Green            | Hubertus von Lerchenfeld | Normandy-Crew (Pilot)   |
| Der Unbekannte (Illusive Man)         | männlich   | Mensch                 | –                         | Martin Sheen          | Bernd Stephan            | Cerberus-Anführer       |
| David Anderson                        | männlich   | Mensch                 | –                         | Keith David           | Rainer Schmitt           | Allianz-Admiral         |
| Steven Hackett                        | männlich   | Mensch                 | –                         | Lance Henriksen       | Eberhard Haar            | Allianz-Admiral         |
| Aria T’Loak                           | [ Anm. 3 ] | Asari                  | –                         | Carrie-Anne Moss      | Marion Elskis            | Syndikats-Anführer      |
| Miranda Lawson                        | weiblich   | Mensch                 | Cerberus-Offizier         | Yvonne Strahovski     | Jennifer Böttcher        | ehemalige Begleiterin   |
| Diana Allers                          | weiblich   | Mensch                 | –                         | Jessica Chobot        | Kristina von Weltzien    | Reporterin              |
| Thane Krios                           | männlich   | Drell                  | Drell-Attentäter          | Keythe Farley         | Konstantin Graudus       | ehemaliger Begleiter    |
| Javik                                 | männlich   | Protheaner             | Protheanischer Krieger    | Ike Amadi             | Frank Felicetti          | Begleiter               |
| Anmerkungen 1. 2. 3. 4.               |            |                        |                           |                       |                          |                         |

## Spielprinzip
Mass Effect 3 besitzt sowohl einen Einzel- als auch einen Mehrspielermodus sowie einen beide Modi verbindenden Spielmechanik mit der Eigenbezeichnung „Galaxy at War“.

### Einzelspieler
Mass Effect 3 ist wie seine Vorgänger ein levelbasiertes Action-Rollenspiel. Wie bereits bei Mass Effect 2 ist ein Import eines existierenden Charakters aus einem Speicherstand des direkten Vorgänger möglich, alternativ kann ein neuer Charakter erstellt werden. Das Spiel bietet drei deutlich voneinander abweichende Spielmodi, die das Spielgefühl wesentlich beeinflussen. Während der sogenannte Rollenspielmodus dem Spielprinzip der Vorgänger entspricht, entfernt der Actionmodus die Möglichkeit, während der Dialoge zwischen verschiedenen Antwortmöglichkeiten zu wählen und rückt die Kämpfe in den Vordergrund. Der Storymodus hingegen bietet sämtliche Handlungsoptionen, reduziert dafür den Schwierigkeitsgrad der Kämpfe auf einen sehr niedrigen Level.
Die Xbox-Version des Spiels unterstützt optional Microsofts Sprach- und Gestensteuerung Kinect. Besitzer der entsprechenden Hardware können dadurch mittels Sprachbefehl Anweisungen an die KI-gesteuerten Begleiter und die eigene Spielfigur geben und damit beispielsweise Bewegungsbefehle geben, einen Waffenwechsel durchführen oder die Verwendung einer besonderen Fähigkeit anordnen. Eine Gestensteuerung wurde dagegen nicht umgesetzt, da es sich eigenen Angaben zufolge nicht authentisch genug ins Spiel einbinden ließ.

### Mehrspieler
Mass Effect 3 ist der erste Titel der Reihe mit einem Mehrspielermodus. Es besitzt einen auf vier Spieler beschränkten Koop-Modus mit eigens entworfenen Mehrspielerleveln. Der Spieler erstellt darin für eine Partie eine neue Spielfigur, die als Elitesoldat der Special Forces gemeinsam mit anderen Mitspielern Ressourcen und sogenannte Aktivposten beschützen soll. Für die Charaktererstellung stehen ursprünglich sechs Klassen und sieben Rassen. Die Auswahl erweitert sich durch die Installation mehrerer Download-Erweiterungen. Der Spieler kann mehrere Mehrspielerfiguren erstellen. Allerdings sind die Kombinationen aus Klasse und Rasse vom Spiel vorgegeben und müssen zudem vom Spieler freigespielt werden. Wie im Hauptspiel sammeln die Charaktere während der Einsätze Erfahrungspunkte und Credits der Spielwährung. Dadurch können ihre Fähigkeiten verbessert und in einem Shop durch den Erwerb sogenannter Ausrüstungskits neue Gegenstände, Waffen und Mehrspieler-Charaktere freigeschaltet werden. Der Spieler hat jedoch keinen Einfluss darauf, welche Gegenstände erworben werden, sie werden ihm vom Programm nach einem Zufallsprinzip zugewiesen.

### Galaxy at War
Galaxy at War ist eine Spielmechanik, die parallel zur Einzelspielerkampagne zum Einsatz kommt. Sie verzahnt unter anderem Mehrspielermodus und Einzelspielerkampagne miteinander. Sowohl erfolgreich absolvierte Missionen der Einzelspielerkampagne als auch des Mehrspieler-Modus haben Auswirkungen auf die sogenannte Galaktische Bereitschaft. Diese simuliert den Erfolg der Mobilisierungs- und Abwehrmaßnahmen der galaktischen Völker im Kampf gegen die Reaper. Sie wirkt sich wiederum auf den finalen Endkampf der Einzelspielerkampagne aus. Eine Beendigung der Einzelspielerkampagne ist zwar auch ohne die Verwendung der Mehrspieler-Funktionen von Galaxy at War möglich. Das lässt den Schwierigkeitsgrad für die optimale Lösung des Spiels jedoch deutlich ansteigen. Eine weitere Möglichkeit der Bereitschaftssteigerung ergibt sich durch den Erwerb des Begleitproduktes Mass Effect Infiltrator. Die Spielfigur findet darin sogenannten Daten-Disks, die über die Verknüpfung mit einem Origin-Account mit Mass Effect 3 verknüpft werden können.

## Entwicklung
Nach Gerüchten im Vorfeld wurde Mass Effect 3 erstmals offiziell am 11. Dezember 2010 im Rahmen der Spike Video Game Awards 2010 mit der Veröffentlichung eines ersten Trailers vorgestellt. Am 5. November 2011 erhielten Teilnehmer des Dashboard-Preview-Programms für die Xbox 360 durch einen Fehler Zugriff auf eine Beta-Version des Spiels. Dadurch gelangten erstmals Informationen über die drei unterschiedlichen Schwierigkeitsgrade an die Öffentlichkeit. Am 14. Januar 2012 gab der Entwickler bekannt, dass die PC-Version des Spiels eine Installation von Electronic Arts Online-Vertriebsplattform Origin zwingend voraussetzt. Am 13. Februar 2012 verkündete Produzent Casey Hudson, dass die Arbeiten an Mass Effect 3 erfolgreich abgeschlossen wurden. Anschließend begannen die Arbeiten an der ersten Downloaderweiterung Aus der Asche. Eine Demo des Spiels wurde am 14. Februar 2012 für PC, Xbox 360 und PlayStation 3 veröffentlicht. Das Spiel selbst erschien in Amerika am 5. März 2012, in Deutschland am 8. März 2012 und im restlichen Europa am 9. März.
Der Mehrspieler-Modus des Spiels wurde von BioWares Niederlassung in Montreal entwickelt. Ursprünglich war das Studio mit der Entwicklung eines kompetitiven Ego-Shooters mit dem Arbeitstitel Mass Effect: Team Assault betraut. Dieses sollte die Spielprinzipien von Unreal Tournament und Battlefield 1943 miteinander kombinieren. Die Entwicklungsarbeiten begannen Ende 2009, im März 2010 präsentierte das Entwicklerteam dem Management eine erste Version des Spiels. In Folge wurde das Projekt zurückgestellt und auf Basis der bisherigen Arbeiten der Schwerpunkt auf die Entwicklung eines kooperativen Mehrspielermodus für Mass Effect 3 gelenkt. Da ein kooperatives Durchspielen der Kampagne aufgrund der Engine nicht möglich ist, kam es jedoch zu einer Beschränkung auf einen separaten Mehrspielermodus.
Im Rahmen der Branchenmesse E3 2012 kündigte BioWare auf der Nintendo-Pressekonferenz am 5. Juni 2012 eine Umsetzung des Spiels für die bis dahin noch nicht erschienene Spielekonsole Wii U an.

### Soundtrack
Der Soundtrack zu Mass Effect 3 stammt im Gegensatz zu den Vorgängern von Clint Mansell. Dieser ersetzt damit den bisherigen Hauptkomponisten Jack Wall. Neben Mansell wurden auch die Komponisten Christopher Lennertz, Sam Hulick, Cris Velasco und Sascha Dikiciyan verpflichtet, die bereits bei Mass Effect und Mass Effect 2 zum Soundtrack beitrugen. Dikiciyan bezeichnete für seine Kompositionen Tangerine Dream und Vangelis als maßgebliche Einflüsse.

### Begleitprodukte
Inhaltlich füllen die Romane Mass Effect: Vergeltung von Drew Karpyshyn und Mass Effect: Blendwerk von William C. Dietz die Lücke zwischen der Handlung von Mass Effect 2 und Mass Effect 3. Allerdings wurde die Erstauflage von Blendwerk von Kunden stark kritisiert, da sich Autor Dietz nicht in allen Punkten an den Kanon der Spielwelt hielt. Entwickler BioWare und der amerikanische Buchverlag Del Ray reagierten auf die Beschwerden mit der Ankündigung, künftig eine korrigierte Fassung des Buches veröffentlichen zu wollen. 2012 erschien zudem im Verlag Dark Horse Comics ein Artbook unter dem Titel The Art of The Mass Effect Universe mit Begleittexten von Casey Hudson und Derek Watts zur gesamten Mass-Effect-Reihe, das 2014 über den Splitter-Verlag auch in einer deutschen Ausgabe veröffentlicht wurde.
Begleitend zu Mass Effect 3 kündigte Bioware am 7. Februar 2012 die Veröffentlichung der Programme Mass Effect Infiltrator und Mass Effect Datapad für das mobile Betriebssystem Apple iOS an. Bei Infiltrator handelt es sich um einen Third-Person-Shooter mit einer eigenständigen Handlung und einer zusätzlichen Verknüpfung mit dem Modus Galaxy at War für Mass Effect 3. Bei Mass Effect Datapad handelt es sich um eine Anwendung mit Anbindung an das Spielenetzwerk zu Mass Effect 3. Es ermöglicht das Abrufen von Onlinenachrichten und Informationen rund um das Spiel. Durch die Kopplung an den EA-Account des Nutzers werden durch Fortschritte im Hauptspiel auch weitere Informationen für die Datapad-Anwendung freigeschaltet. Daneben enthält es ein kleines Geschicklichkeitsspiel mit der Bezeichnung Fleet Commander, das ebenfalls Einfluss auf die Galaktische Bereitschaft des Hauptspiels ausübt.

### Downloaderweiterungen
Aus der Asche
Nach Gerüchten im Vorfeld der Veröffentlichung von Mass Effect 3 und nachdem zuvor ein Produkteintrag auf Microsofts Xbox Live Spiele-Marktplatz öffentlich wurde, bestätigte BioWare am 22. Februar die erste Downloaderweiterung mit dem Titel Aus der Asche (engl.: From Ashes) zu Verkaufsstart des Hauptspiels. Der DLC beinhaltet einen neuen Begleitcharakter, der aus dem von den Reapern vor 50.000 Jahren ausgelöschten Volk der Protheaner stammt. Shepard besucht außerdem in einer Zusatzmission den Planeten Eden Prime, auf dem er im ersten Teil der Serie während der Verfolgung Sarens erstmals auf die Spuren der Reaper gestoßen war.
Das Paket wurde nach Abschluss der Arbeiten an der Hauptkampagne im Januar entwickelt. Es gehörte als Bonusinhalt zum Lieferumfang der N7-Collector’s-Edition.
Wiederauferstehung-Multiplayer-Erweiterung
Eine kostenlose Erweiterung für den Mehrspielermodus (engl.: Resurgence Multiplayer Expansion) wurde am 10. April 2012 veröffentlicht. Sie beinhaltet zwei neue Karten, sechs neue Multiplayer-Charaktere und vier neue Ausrüstungsgegenstände.
Rebellion-Multiplayer-Erweiterung
Eine weitere kostenlose Erweiterung für den Mehrspielermodus (engl.: Rebellion Multiplayer Expansion), die am 29. Mai 2012 veröffentlicht wurde. Sie beinhaltet zwei neue Karten, sechs neue Multiplayer-Charaktere und drei neue Waffen.
Extended Cut
Eine kostenlose Erweiterung, die am 26. Juni 2012 veröffentlicht wurde. Sie erweitert die drei verschiedenen Endsequenzen um zusätzliches Filmmaterial und fügt eine vierte Endsequenz, die Fortführung des Vernichtungs-Zyklus der Reaper, ein.
Leviathan
Kostenpflichtige Erweiterung für die Solokampagne, die am 28. August 2012 veröffentlicht wurde. In einer neuen Questreihe sucht Shepard nach dem Leviathan. Dieses sagenhafte Wesen hat in der Vergangenheit einen Reaper getötet und soll daher als Verbündeter gewonnen werden. Im Laufe der Questreihe erhält man Informationen über die Entstehung und Ziele der Reaper.
Omega
Kostenpflichtige Erweiterung für die Solokampagne, die am 27. November 2012 veröffentlicht wurde. Die Erweiterung spielt auf der aus Mass Effect 2 bekannten Raumstation Omega, die inzwischen von Cerberus besetzt wurde. Omegas gestürzte Herrscherin Aria plant gemeinsam mit Shepard die Rückeroberung der Station.
Abrechnung
Eine kostenlose Erweiterung für den Mehrspielermodus (engl.: Mass Effect 3: Reckoning – Multiplayer DLC), die am 27. Februar 2013 veröffentlicht wurde. Sie fügt sechs neue Multiplayer-Charaktere, sieben Waffen, fünf Waffen-Mods und zwei Ausrüstungsgegenstände hinzu. Abrechnung ist die letzte Erweiterung für den Mehrspielermodus.
Citadel
Kostenpflichtige Erweiterung für die Solokampagne, die am 5. März 2013 veröffentlicht wurde. In dieser Erweiterung geht es um eine Verschwörung gegen Shepard auf der Citadel, die der Spieler aufklären muss. Im Laufe des DLC trifft man auf ehemalige Crew-Mitglieder der vorherigen Teile, wovon einige, wie Urdnot Wrex, temporäre Squad-Mitglieder sind. Citadel ist die letzte Singleplayer-Erweiterung für Mass Effect 3 und beinhaltet neben der Hauptquest zwei neue Waffen, sieben Waffenmods, drei Panzerungen, zwei Kriegsaktivposten und einen neuen Hub, den Silversun Strip auf der Citadel.

## Rezeption
Das Spiel erhielt durchweg hohe Bewertungen von Kritikern (Metacritic: 89 % (PC) / 93 % (PS3) / 93 % (Xbox 360)). IGN lobte vor allem den Anspruch des Spiels, seine Spieler vor wichtige moralische und ethische Entscheidungen zu stellen, die tatsächlich einen Einfluss auf den Verlauf von Mass Effect 3 haben und gab dem Spiel 9,5 von 10 Punkten. Die Kundenmeinungen fielen dagegen zwiespältig aus. Präsentation und Gameplay wurden größtenteils positiv aufgenommen. Allerdings lösten insbesondere der Verkauf eines DLCs zum Releasetag sowie das Ende des Spiels (statt der angekündigten grundverschiedenen Enden gab es letztendlich nur ein einziges Ende mit geringfügigen Variationen) negative Reaktionen aus, die sich unter anderem in organisierten Protestaktionen äußerten.
Auf die massiven Proteste zu den Abspannvariationen des Spiels reagierte BioWare mit der Veröffentlichung eines kostenlosen, sogenannten Extended Cuts, der allerdings den Tenor der ursprünglichen Versionen beibehielt, jedoch mit zusätzlichen Erklärungen versah. Lediglich eine neue vierte Variante bot die Möglichkeit, sämtliche Ursprungsvarianten zu negieren, was zur totalen Vernichtung der Galaktischen Allianz führt. In einer Präsentation seiner Downloadcontent-Strategie auf der Game Developers Conference Europe 2012 bezeichnete BioWare zudem die Bereitstellung von Downloaderweiterungen zum Veröffentlichungstermin als die aus wirtschaftlicher Sicht gewinnbringendste Variante. Den eigenen Erfahrungen bei Dragon Age: Origins zufolge generierten dessen Erstverkaufstag-Pakete (Im Stein gefangen und Wächter-Festung) zusammen 53 % des gesamten DLC-Umsatzes. Am Verkaufstag bereitstehender Downloadcontent gebe Spielern die Möglichkeit, zum gewünschten Zeitpunkt auf das Angebot zugreifen zu können.
In den USA verkaufte sich das Spiel innerhalb der ersten 24 Stunden etwa 890.000 mal. Gleichzeitig erwarben gemäß der Computerspiel-Einzelhandelskette GameStop 40 % aller Erstkäufer zusätzlich den Downloadcontent Aus der Asche, was dem bisher höchsten Anteil in der Verkaufsgeschichte des Unternehmens entsprach. Nach Angaben EAs am 9. März 2012 wurden 3,5 Millionen Exemplare des Spiels an den Handel geliefert.

## Auszeichnungen
Mass Effect 3 – Take Earth Back wurde beim Trickfilmfestival Stuttgart 2013 mit dem Animated Com Award, dem Wettbewerb für angewandte Animation, in der Kategorie Technologie ausgezeichnet.